# Tetragonula pagdeniformis
Tetragonula pagdeniformis är en biart som först beskrevs av Sakagami 1978.  Tetragonula pagdeniformis ingår i släktet Tetragonula, och familjen långtungebin. Inga underarter finns listade.

## Utseende
Ett tämligen litet bi med en kroppslängd på litet drygt 4 mm och en vinglängd på omkring 4,5 mm. Kroppen är svartbrun till svart, med delvis brunorange antenner.

## Ekologi
Släktet Tetragonula tillhör de gaddlösa bina, ett tribus (Meliponini) av sociala bin som saknar fungerande gadd. De har dock kraftiga käkar, och kan bitas ordentligt. Boet skyddas aggressivt av arbetarna.

## Utbredning
Tetragonula pagdeniformis har påträffats i Thailand, Singapore och Malaysia.